# یورگ لودویگ
یورگ لودویگ (انگلیسی: Jörg Ludewig؛ زادهٔ ۹ سپتامبر ۱۹۷۵) دوچرخه‌سوار اهل آلمان است.